# Eueretagrotis sigmoides
Eueretagrotis sigmoides är en fjärilsart som beskrevs av Achille Guenée 1852. Eueretagrotis sigmoides ingår i släktet Eueretagrotis och familjen nattflyn. Inga underarter finns listade i Catalogue of Life.